# Garda Síochána
La Garda Síochána na hÉireann (pronunciado [ˈɡaːɾdə ˈʃiːxaːnə nə he:ɾʲən] ; español: "Guardianes de la Paz", originalmente llamados la "Guardia Cívica"), conocida comúnmente como la Garda Síochána o simplemente Garda o Gardaí (pronunciado [ˈɡaːɾdiː]), es la institución de policía nacional de la República de Irlanda. La fuerza está encabezada por el Comisario de la Garda, el cual está designado por el Gobierno irlandés. Su cuartel general se encuentra situado en el Phoenix Park de Dublín.
Desde su formación en 1922, ha sido en su mayoría una fuerza no armada (más de tres cuartos de sus uniformados no porta armas de fuego). A finales del 2019, la fuerza se componía de 14.443 uniformados (incluido 466 reservas) y 3.164 civiles, haciendo un total de 17.607 miembros. Sus operaciones se dividen en 4 regiones geográficas principales: la región metropolitana de Dublín, la región Noroeste, la región Este y la región Sur.
Además de sus deberes en la prevención y detección de delitos, y la aplicación de las leyes de tránsito vehicular, la fuerza policial posee algunas responsabilidades en la protección de testigos y personal diplomático, y el control de fronteras.

## Galería

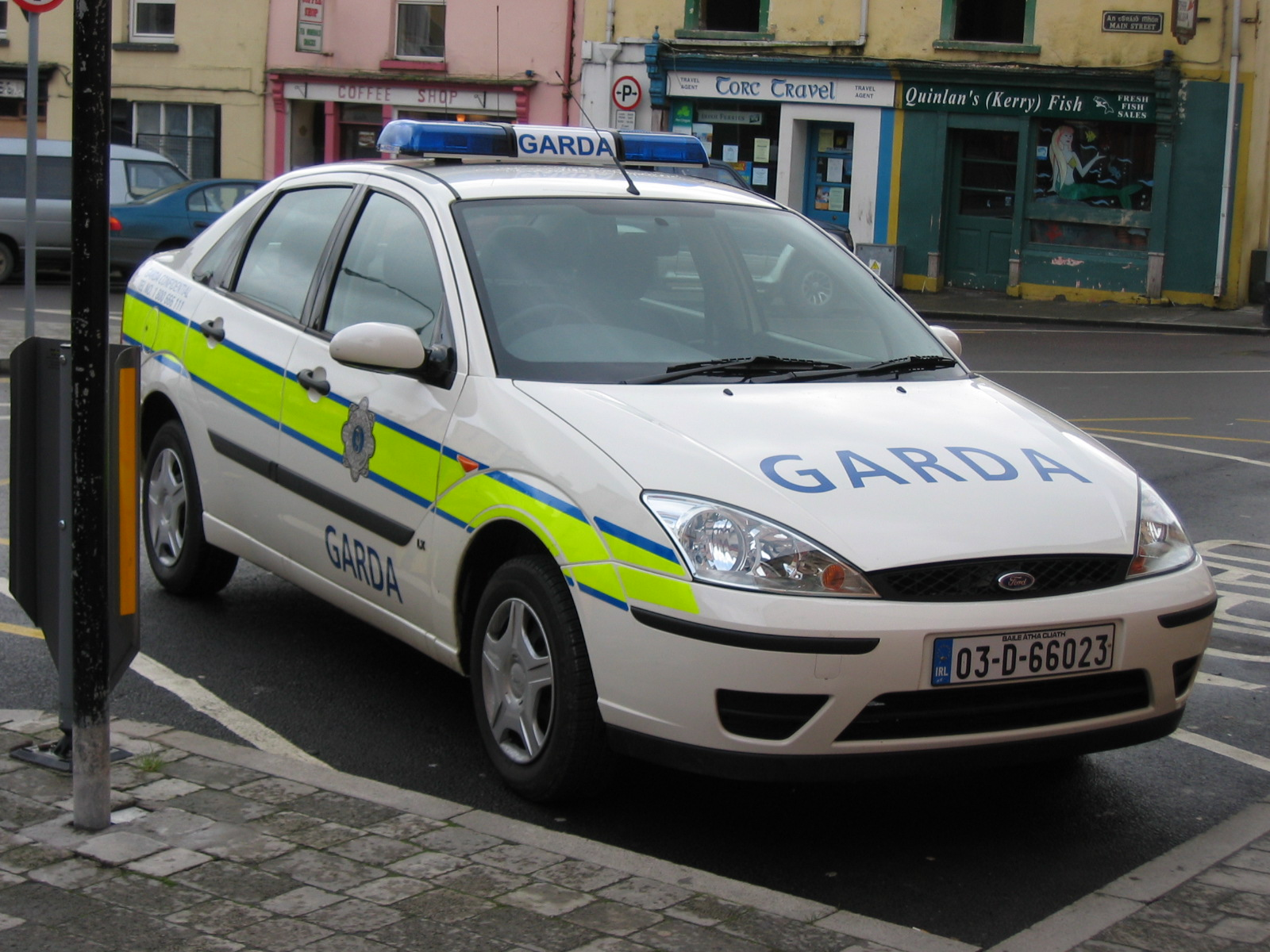
Vehículo oficial de la Garda.
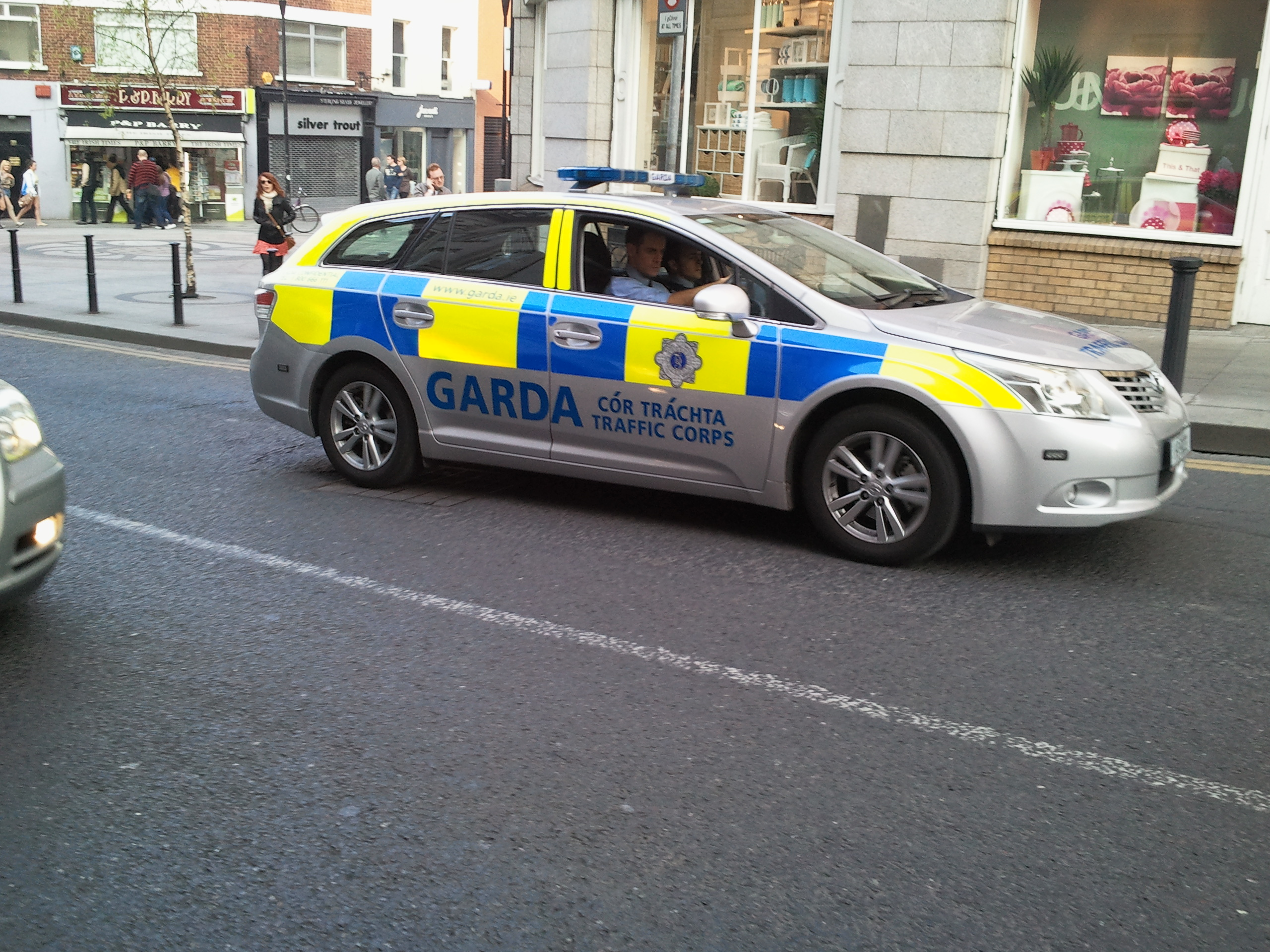
Garda Toyota Avensis de la Garda.
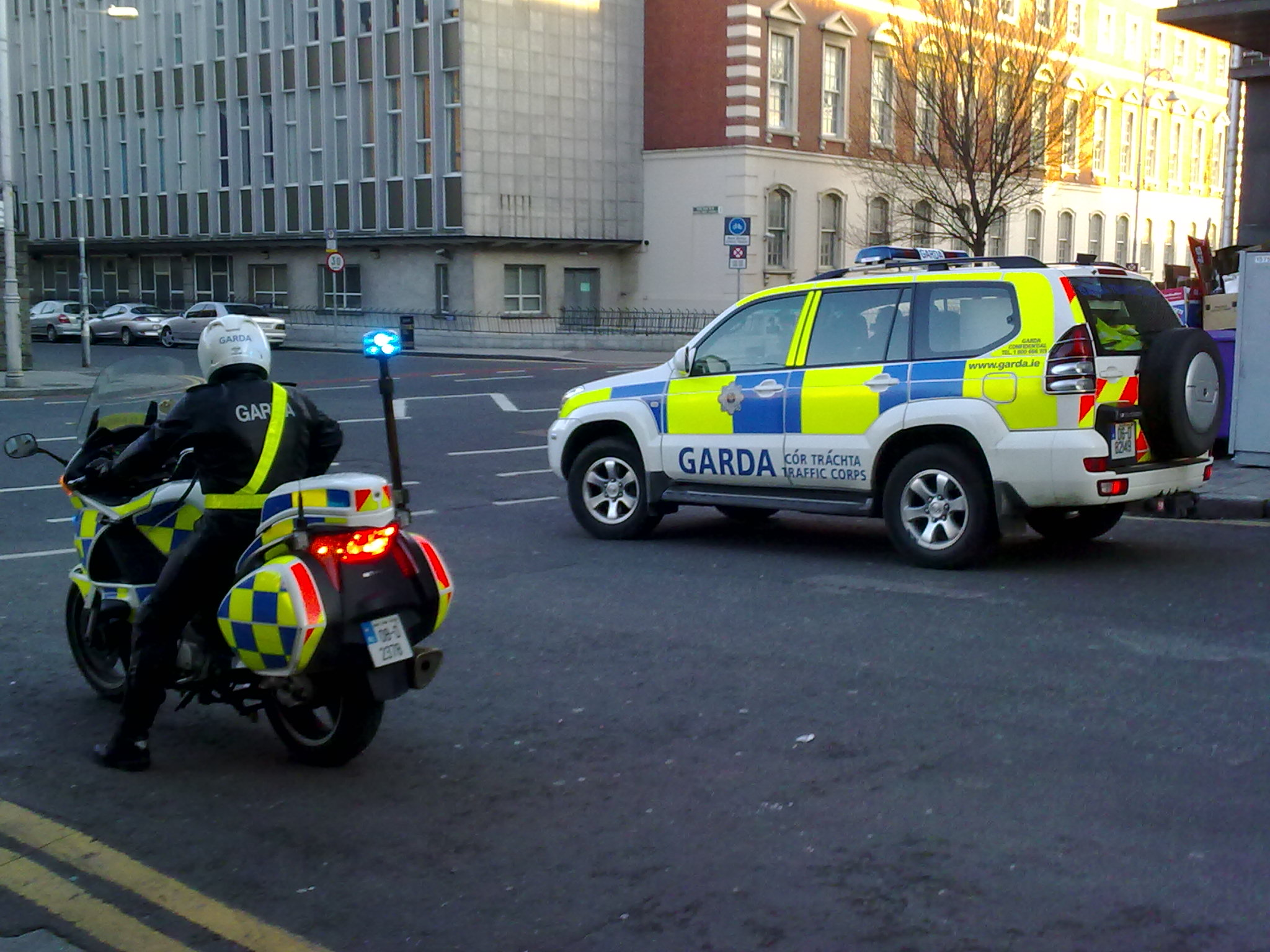
Patrulla de la Garda en Dublín.